# Vladimir Aleksandrovič Kotel'nikov
Vladimir Aleksandrovič Kotel'nikov (in russo Владимир Александрович Котельников?; Kazan', 6 settembre 1908 – Mosca, 11 febbraio 2005) è stato un ingegnere e ricercatore sovietico, pioniere nella teoria dell'informazione e della astronomia radar, noto per i suoi contributi per il teorema del campionamento di Nyquist-Shannon.
Dal 1954 al 1987 diresse l'Accademia delle scienze dell'URSS. Dal 30 luglio 1973 al 25 marzo 1980 Kotelnikov fu presidente del Soviet Supremo della RSFSR.

## Biografia
Kotelnikov era figlio del matematico Aleksandr Petrovič Kotelnikov e nipote del matematico Pëtr Ivanovič Kotelnikov. Negli anni 1926-1931, Kotelnikov studiò tecnologia radio presso l'Istituto di Energia (MEI).  Conseguì un dottorato di ricerca in ingegneria. Dal 1931 al 1941 lavorò come ingegnere, assistente, direttore di laboratorio e docente al MEI. Tra il 1941 e il 1944 lavorò in aziende industriali e nello sviluppo di apparecchiature per le telecomunicazioni. 

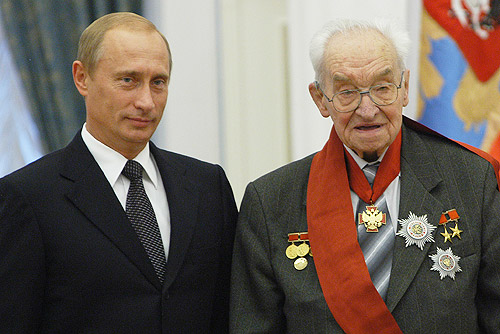
Vladimir Kotel'nikov nell'ottobre 2003 con Vladimir Putin

Kotelnikov ha lavorato al MEI dal 1944 al 1980 come docente, professore e titolare della cattedra, con il sostegno della direttrice del MEI Valeriya Golubtsova durante i primi anni. Dal 1953 al 1987 fu vicedirettore e dal 1954 direttore dell'Istituto di Ingegneria Radiofonica ed Elettronica dell'Accademia Sovietica delle Scienze (IRE/RAW), che fondò con Axel Berg, Boris Vvedensky, Nikolai Devyatkov, Yuri Kobzarev, Vladimir Migulin e Dmitri Syornov Nel 1987 ne è diventò direttore onorario. È stato vicepresidente del RAW dal 1970 al 1988 e dal 1988 consigliere del presidium.
Fu uno degli accademici dell'Accademia delle Scienze dell'URSS che firmò una lettera degli scienziati al quotidiano Pravda nel 1973 in cui condannava "il comportamento dell'accademico Andrej Sacharov". La lettera accusava Sakharov di aver "fatto una serie di dichiarazioni che screditavano il sistema politico, la politica estera e interna dell'Unione Sovietica", e gli accademici valutavano le sue attività in materia di diritti umani come "screditanti l'onore e la dignità di uno scienziato sovietico".
Nel 1984, l'asteroide 2726 Kotelnikov è stato chiamato così in suo onore.
Morì l'11 febbraio 2005 all'età di 97 anni. Fu sepolto a Mosca nel cimitero di Kuntsevo.

## La ricerca
È noto soprattutto per aver scoperto, prima ad esempio di Edmund Whittaker, Harry Nyquist o Claude Shannon, il teorema del campionamento nel 1933 (e quindi nella letteratura russa è noto come teorema di Kotelnikov). Questo risultato dell'analisi di Fourier era noto nell'analisi armonica dalla fine del XIX secolo e circolò negli anni '20 e '30 nella comunità degli ingegneri. Fu il primo a scrivere una precisa affermazione di questo teorema sulla trasmissione dei segnali. È stato anche un pioniere nell'uso della teoria dei segnali nella modulazione e nelle comunicazioni.
È anche uno dei creatori della teoria dell'immunità ottimale al rumore. Ha ottenuto diversi premi scientifici per il suo lavoro nel campo della radioastronomia e della teoria dei segnali. Nel 1961 ha supervisionato uno dei primi tentativi di sondare il pianeta Venere con il radar. Nel giugno 1962 guidò la prima sonda del pianeta Mercurio con radar.
Kotelnikov si occupò anche di crittografia, dimostrando l'assoluta sicurezza del one-time pad; i suoi risultati furono consegnati nel 1941, al tempo dell'invasione dell'Unione Sovietica da parte della Germania nazista, in un rapporto che apparentemente rimane classificato. In questo, come con il teorema di campionamento, lui e Claude Shannon negli Stati Uniti hanno raggiunto le stesse conclusioni indipendentemente l'uno dall'altro. Per i suoi successi, Kotelnikov è stato insignito della medaglia d'oro IEEE 2000 di Alexander Graham Bell e della medaglia del terzo millennio IEEE. Il prof. Bruce Eisenstein, presidente dell'IEEE, ha descritto Kotelnikov così: "L'eroe eccezionale del presente. I suoi meriti sono riconosciuti in tutto il mondo. Di fronte a noi c'è il gigante del pensiero radioingegneristico, che ha dato il contributo più significativo allo sviluppo della comunicazione mediatica".

## Risultati scientifici

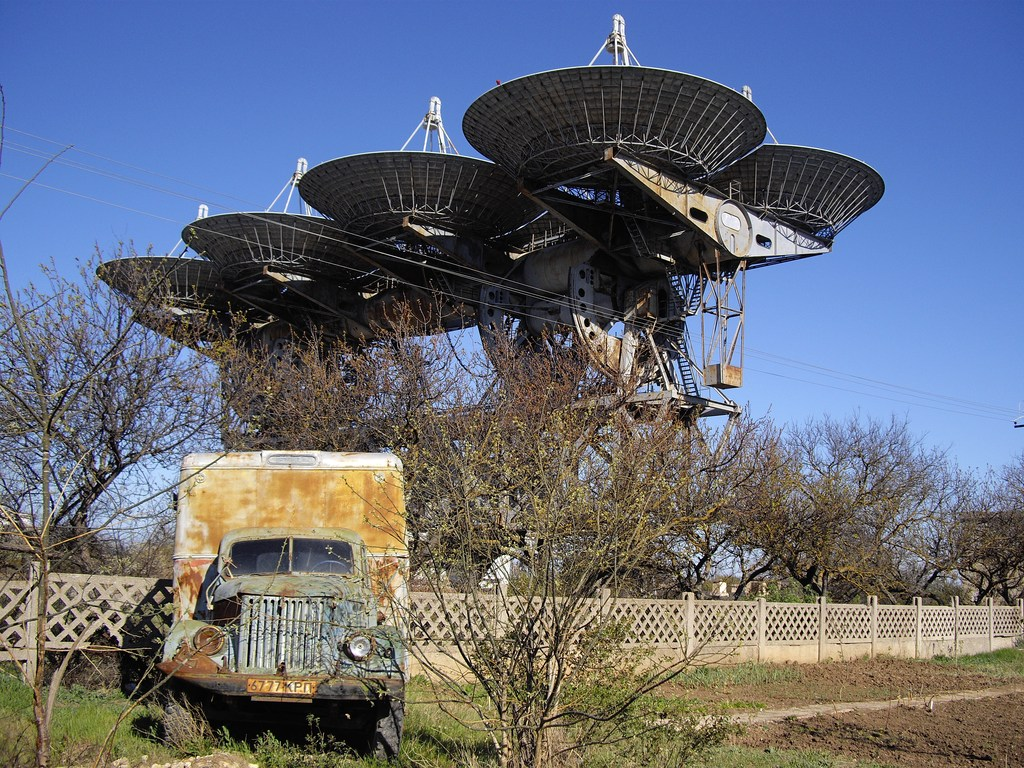
Il primo radar planetario sovietico

Le principali opere di V. A. Kotelnikov sono dedicate ai problemi del miglioramento dei metodi di ricezione radio, allo studio delle interferenze radio e allo sviluppo di metodi per combatterle. Le sue più grandi conquiste scientifiche, che hanno avuto un impatto significativo sullo sviluppo della scienza mondiale, includono la creazione nel 1933 del teorema di riferimento, che nella letteratura russa porta il suo nome, e in inglese prende il nome da Nyquist e Shannon (teorema di campionamento di Nyquist-Shannon), la creazione della teoria dell'immunità potenziale al rumore, che ha fornito a scienziati e ingegneri uno strumento per la sintesi di sistemi ottimali di elaborazione del segnale nelle comunicazioni, nei radar, nella radionavigazione e in altri sistemi, nonché lo sviluppo di radar planetari e la ricerca pionieristica nel campo dell'astronomia radar, compresi gli studi radar di Venere, Marte e Mercurio.
C'è un malinteso sul fatto che alla fine degli anni '40, V. A. Kotelnikov fosse il direttore scientifico del "Marfino Sharag", descritto nel romanzo di Aleksandr Solženicyn "Nel primo cerchio". D'altra parte, sette persone del team che ha lavorato contemporaneamente all'attrezzatura Moskva erano in realtà dipendenti di questa organizzazione.

## Premi e onorificenze
- 1967 - Dottorato honoris causa dall'Università Tecnica Ceca.
- 1995 - Dottorato honoris causa dall'Università Elettrotecnica di San Pietroburgo.
- 1999 - Premio Fondazione Eduard Rhein
- - Premio di Stato dell'URSS
- - Premio Lenin
- - Eroe del lavoro socialista
- - Medaglie d'oro Popov, Lomonosov e Keldysh
- 1984 - L'asteroide 2726 Kotelnikov è stato chiamato così in suo onore.[2]

## Opere
Kotelnikov ha scritto tre libri e oltre ottanta articoli scientifici.
Nel 1933, Kotelnikov formulò e pubblicò per la prima volta il teorema di campionamento WKS con precisione matematica. Questa pubblicazione in un rapporto di una conferenza sovietica è stata citata in Oriente fin dagli anni '50, ma è rimasta ampiamente sconosciuta in Occidente fino agli anni '80. Da allora, è stata sempre più indicata come il teorema del campionamento di Whittaker-Kotelnikov-Shannon. Vladimir Kotelnikov divenne noto in tutto il mondo nella cerchia dei teorici della tecnologia della comunicazione per il suo lavoro sulla trasmissione di messaggi insensibili alle interferenze a partire dal 1947.
Poi, negli anni '50 e '60, svolse un ruolo di primo piano negli aspetti delle comunicazioni del programma satellitare sovietico. Si occupò quindi di problemi di radioastronomia e radar. Oggi è considerato il nestore della tecnologia di comunicazione russa.
L'importanza centrale del teorema del campionamento per l'intera moderna tecnologia di comunicazione ha dato motivo a Kotelnikov di assegnare a Kotelnikov il Premio della Fondazione Eduard Rhein nel 1999.